# Cteniopus sulphureus
Espèce
Cteniopus sulphureus, la cistèle jaune, est une espèce d'insectes coléoptères de la famille des ténébrionidés.

## Description
Son corps mou est long de 7 à 10 mm. Il est entièrement de couleur jaune clair (y compris les pattes sauf leurs apex et les antennes plus foncés). La partie dorsale de l'abdomen est noire (uniquement visible s'il écarte les élytres pour l'envol). Rarement la tête et le thorax sont noirs (ces spécimens seraient alors considérés comme formant une autre espèce proche).

## Distribution
Europe : observé notamment en France, Italie, îles Britanniques, Belgique, Danemark, Suède, Finlande…

## Biologie
L'adulte vole avec facilité de mai à juillet dans des régions plutôt sèches (dunes, lieux sablonneux…) où il apprécie les sites ensoleillés. On peut l'observer butinant diverses espèces de fleurs (apiacées, astéracées…). Les larves phytophages se nourrissent à la base de plantes diverses (en voie de décomposition).